# Diego de Silva y Guzmán

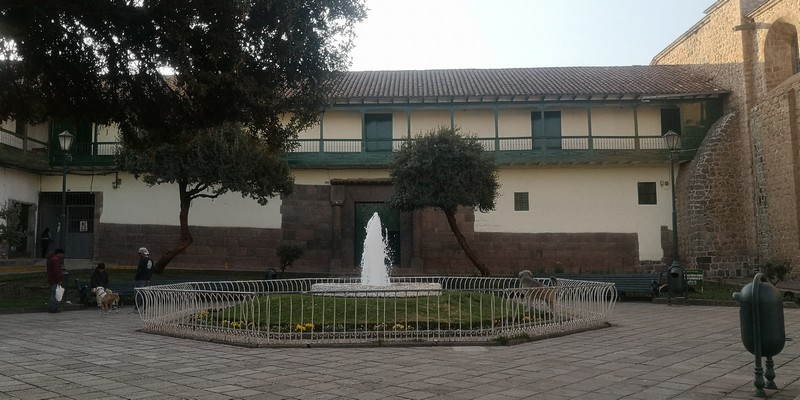
Frontis de la Casa de Diego de Silva y Guzmán en la ciudad del Cusco, Perú

Diego de Silva y Guzmán (¿?-agosto de 1576) fue un conquistador y poeta español que vivió en el siglo XVI. 

## Biografía
Hijo del famoso escritor Feliciano de Silva, según lo certifica su ahijado el Inca Garcilaso de la Vega. Caballero de la casa condal de Cifuentes, nació en Ciudad Rodrigo en fecha no establecida, probablemente a comienzos del siglo XVI. Llegó al Perú en 1535, con Hernando Pizarro, poco antes del sitio de Cuzco por parte de Manco Inca, y participó en su auxilio; se salvó de milagro cuando los incas deshicieron su expedición, al mando de la cual iba Mogrovejo, y volvió descalzo y hambriento a Lima caminando por las noches para no ser conocido. Volvió otra vez en la expedición de Alonso de Alvarado, que tuvo éxito, tras entablar muchas escaramuzas previas contra los indios. Tras la victoria española se estableció en el Cuzco y le fue entregado un gran solar en la ribera derecha del río Saphi donde levantó su vivienda conocida hasta hoy como Casa Silva. Se puso del lado de Pizarro en las guerras civiles del Perú, y luchó a su favor en la batalla de Cachipampa o de las Salinas. 
Asesinado Pizarro, marchó a Jauja en busca de Cristóbal Vaca de Castro y peleó en Chupas contra Almagro el Mozo, resultando herido de un arcabuzazo. Por eso le permutó Vaca de Castro la encomienda por otra más cercana a donde vivía, en Condesuyo, la cual había pertenecido al mismísimo Demonio de los Andes, Francisco de Carvajal. Cuando Gonzalo Pizarro se rebeló, se opuso como defensor de la autoridad real y fue encarcelado, huyó y fue apresado en Huamanga. 
Sin caballos ni armas, logró huir nuevamente y marchó con su mujer embarazada Teresa Orgóñez de Valverde, sobrina del mariscal Rodrigo Orgóñez, lugarteniente de Diego de Almagro y noble de Oropesa, a las inexpugnables Sierras de Lucanas. Allí parió su mujer en noche de nevada. Cuando averigua que ha llegado La Gasca, bajó y participó con él en la Batalla de Jaquijahuana. Al concluir la guerra se le hace regidor del cabildo y en 1549 alcalde del Cuzco. En el levantamiento de encomenderos contra la Corona vuelve a ser herido de otro arcabuzazo. Todo esto le hizo muy rico y poderoso, uno de los principales vecinos de la ciudad. Hizo traer el agua a la ciudad, dio numerosas rentas a hospitales y se arruinó dando limosnas a conventos e iglesias. Por eso el virrey Toledo le devolvió a la viuda la encomienda que había ganado.

## Obras
Por entonces escribió un poema épico que relata el descubrimiento del Perú. Se trata de La Conquista de la Nueva Castilla, escrita en coplas de arte mayor, con un sensible influjo del Laberinto de Fortuna de Juan de Mena; esta obra, que se conserva manuscrita en Viena, ha sido editada modernamente por el hispanista Rand F. Morton (México, 1963). Su importancia es tal que viene a ser el primer libro de poesía del Perú y de América, fechado por Raúl Porras en 1538 y escrito en el Cuzco.

## Descendencia
Se casó con Teresa Orgóñez de Valverde, siendo su padrino de bodas el virrey Blasco Núñez de Vela. La pareja tuvo cuatro hijos:
- Paula de Silva y Guzmán (1545-?), casada primero con Pedro López de Cazalla y luego con su tío abuelo el comendador Francisco de Valverde y Montalvo.
- Tristán de Silva y Guzmán (1562-?), casado con María Hurtado de Mendoza y Mena.
- Florencia de Silva y Guzmán (1564-?), casada con Jerónimo de Silva y Manrique, gobernador de Popayán y Chucuito.
- Feliciana de Silva y Guzmán, casada con Francisco de Grado y Maldonado.

### Libros y publicaciones
- Coello, Oscar (2001). Los inicios de la poesía castellana en el Perú (Segunda edición). Lima: Pontificia Universidad Católica del Perú. ISBN 9972-42-405-7. Consultado el 17 de agosto de 2019.
- Coello, Oscar (2008). Los orígenes de la novela castellana en el Perú: La otma del Cuzco (1539). Lima: Academia Peruana de la Lengua, UNMSN - Unidad de Posgrado de la facultad de letras. p. 552. ISBN 978-9972-2993-2-2. Consultado el 17 de agosto de 2019.
- De la Vega, Garcilaso (1609). Primera parte de los comentarios reales de los incas, Libro VII, Cap. .XI. Lisboa: Pedro Crasbeeck.
- de Silva y Guzmán, Diego (2016). Poema del descubrimiento del Perú y la toma del Cuzco. Lima: Academia Peruana de la Lengua. ISBN 978-612-4159-42-8.
- Porras Barrenechea, Raúl (1986). Los Cronistas del Perú (1528-1650) y otros ensayos. Lima: BCP.
- Tauro, Alberto (2001). Enciclopedia Ilustrada del Perú. Síntesis del conocimiento integral del Perú, desde sus orígenes hasta la actualidad (Tercera edición). Lima: Peisa. ISBN 9972-40-149-9.

- Datos: Q5806819